# Indira Kastratović
Indira Kastratović (Bania Luka, 2 de octubre de 1970) es una exjugadora de balonmano macedonia. 

## Trayectoria
Considerada como una de las mejores jugadoras de balonmano macedonias de la historia y una de las mejores laterales derechas del mundo, en 2024 pasó a ser miembro del Salón de la Fama de la EHF.
En el Campeonato del Mundo de 1997 ayudó al equipo de balonmano femenino de Macedonia a alcanzar el séptimo puesto al marcar 71 goles, el mayor número en el campeonato de ese año. 
Jugó en su país natal y para el Kometal Gjorce Petrov casi toda su carrera, llegando en dos ocasiones a la final de la Champions League y levantando el título en 2002, con 10 tantos suyos en la final.
Además fue entrenadora del equipo macedonio hasta el 2016.

## Títulos y galardones

### Como jugadora
- 12 x Liga de Macedonia (1995, 1996, 1997, 1998, 1999, 2000, 2001, 2002, 2003, 2004, 2005 y 2006)
- 12 x Copa de Macedonia (1995, 1996, 1997, 1998, 1999, 2000, 2001, 2002, 2003, 2004, 2005, 2006)
- 1 x Liga de Campeones (2002)
- 1 x Supercopa de Europa (2002)

### Como entrenadora
- 3 x Liga de Macedonia (2013, 2014, 2015)

- 3 x Copa de Macedonia (2013, 2014, 2015)

### Galardones individuales
- Miembro del Salón de la Fama de la EHF[2]

## Vida
Su nombre de soltera es Indira Jakupović que cambió a Indira Kastratović tras su matrimonio con Zoran Kastratović.